# Javier Feduchi Benlliure

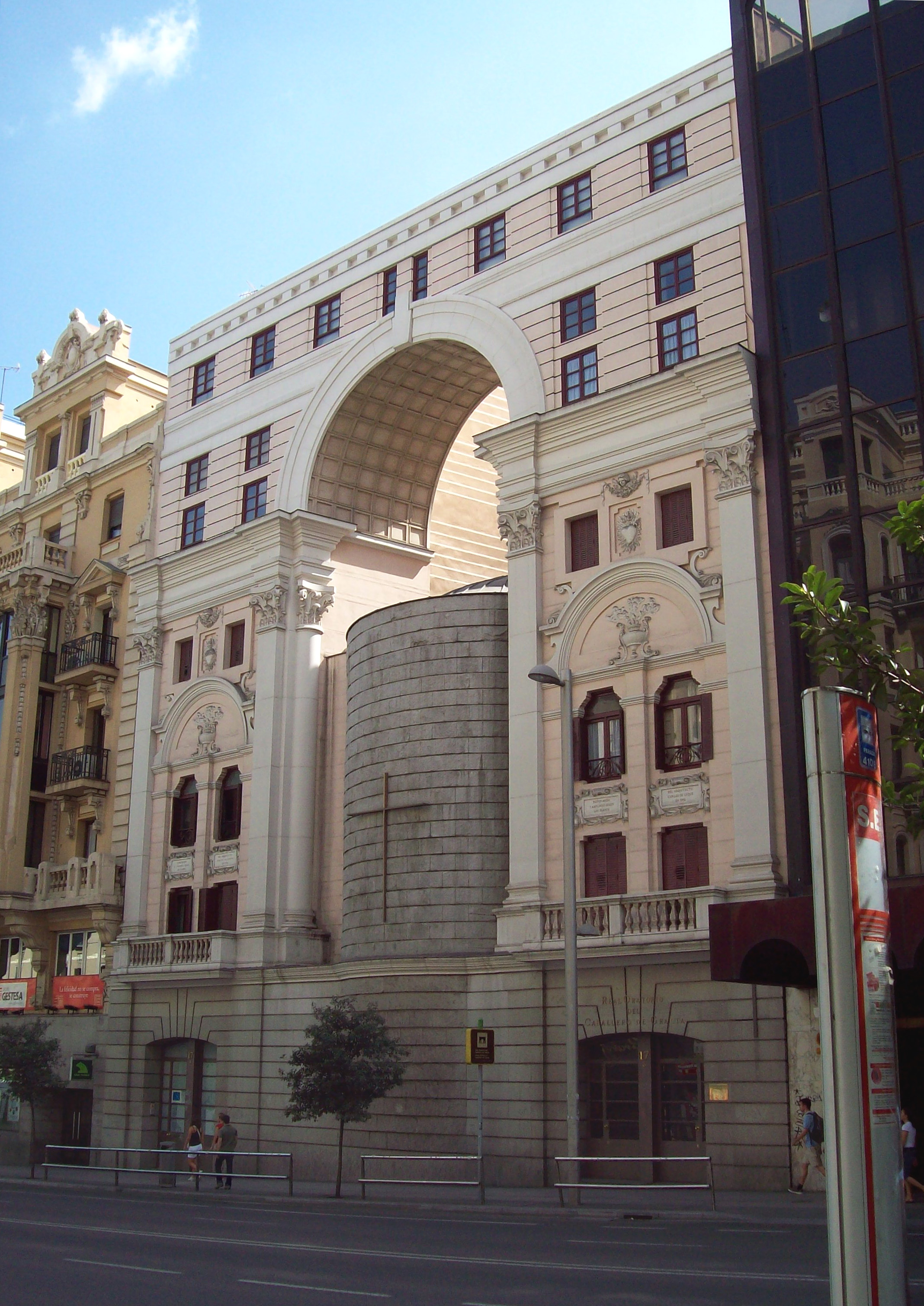
Fachada norte, en la Gran Vía, del Oratorio del Caballero de Gracia, restaurada por Javier Feduchi

Francisco Javier Feduchi Benlliure (1 de febrero de 1929 -  Madrid 25 de octubre de 2005) fue un arquitecto español.

## Biografía
Es hijo del arquitecto Luis Martínez-Feduchi Ruiz (artífice del Edificio Capitol), hermano de Ignacio Feduchi Benlliure y padre de Luis Feduchi. Realizó los estudios de arquitectura en la Escuela de Madrid, obteniendo el título en 1959. Especialmente conocido por haber restaurado la fachada del Oratorio del Caballero de Gracia en la Gran Vía, como resultado del concurso que en 1986 convocó con este fin el [Colegio de Arquitectos de Madrid]]
Realizó pabellones y stands en diversas ferias y exposiciones y diseñando mobiliario para celebrar eventos. Desde 1962 se especializó en la planificación de Grandes Almacenes y Centros Comerciales uniéndose a la casa Galerías Preciados. En los años setenta junto con José de la Mata funda el estudio ETPH (Estudios Técnicos de Planificación Hospitalaria) y realiza diversos proyectos hospitalarios. En los ochenta trabajó, principalmente, para la Administración. Para el Ministerio de Cultura; realizó, entre otros, la rehabilitación del Museo de Bellas Artes de Sevilla, y del de Cádiz, para la Universidad de Castilla-La Mancha proyectó el edificio para la Facultad  de Bellas Artes en Cuenca.
Su verdadero nombre era Francisco Javier Martínez-Feduchi Benlliure aunque firmaba como Javier Feduchi Benlliure, prescindiendo de su primer apellido, al igual que su padre y hermanos.